# Campionato europeo maschile under 19 di calcio 2011
Il Campionato europeo di calcio Under-19 2011 è stata la 59ª edizione del torneo organizzato dalla UEFA. La fase finale si è giocata in Romania, dal 20 luglio al 1º agosto 2011. La Spagna ha vinto il torneo per l'ottava volta, battendo in finale la Repubblica Ceca per 3–2 dopo i tempi supplementari. Al torneo potevano partecipare solo i giocatori nati dopo il 1º gennaio 1992.

## Qualificazioni
Il primo turno di qualificazione è stato disputato tra il 28 settembre e il 30 ottobre 2010: le 52 rappresentative sono state divise in 13 gironi di 4 squadre. Hanno avuto accesso alla seconda fase le prime due di ogni girone più le due migliori terze, escludendo il risultato della partita contro l'ultima classificata del proprio girone.
Nel Turno Elite, che ha avuto inizio il 28 aprile ed è terminato il 5 giugno 2011, le 28 squadre rimaste sono state divise in sette gironi, le cui vincenti si sono qualificate per la fase finale del torneo.

## Squadre qualificate
- Belgio
- Grecia
- Irlanda
- Rep. Ceca
- Romania (paese organizzatore)
- Serbia
- Spagna
- Turchia

## Città e stadi
Gli stadi scelti per ospitare la fase finale sono quattro:
| Città     | Stadio              | Capacità |
| --------- | ------------------- | -------- |
| Berceni   | Stadionul Berceni   | 2.600    |
| Buftea    | Stadionul Buftea    | 900      |
| Chiajna   | Stadionul Concordia | 3.700    |
| Mogoșoaia | Stadionul Mogoșoaia | 746      |

## Fase a gironi

### Girone A
| Squadre   | P.ti | G | V | N | P | GF | GS | DR |
| --------- | ---- | - | - | - | - | -- | -- | -- |
| Rep. Ceca | 9    | 3 | 3 | 0 | 0 | 6  | 2  | +4 |
| Irlanda   | 4    | 3 | 1 | 1 | 1 | 3  | 3  | 0  |
| Grecia    | 3    | 3 | 1 | 0 | 2 | 2  | 3  | -1 |
| Romania   | 1    | 3 | 0 | 1 | 2 | 1  | 4  | -3 |

| Arbitro: | Gil |

|            |           |                 |
| Katidis 5’ | Marcatori | 2’ 51’ O'Connor |

| Arbitro: | Turpin |

|             |           |                                          |
| Stanciu 30’ | Marcatori | 44’ Přikryl 61’ (rig.) Jeleček 85’ Jánoš |

| Arbitro: | Bognar |

|                      |           |                |
| Brabec 69’ Lácha 71’ | Marcatori | 10’ O'Sullivan |

| Arbitro: | Attwell |

|  |           |               |
|  | Marcatori | 37’ Fortounis |

| Arbitro: | Hagen |

|             |           |  |
| Přikryl 37’ | Marcatori |  |

| Berceni 26 luglio 2011, ore 19:00 EEST | Irlanda | 0 – 0 referto | Romania | Stadionul Berceni (2.000 spett.)\| Arbitro: \| Kučin \| |
| Arbitro:                               | Kučin   |               |         |                                                         |

### Girone B
| Squadre | P.ti | G | V | N | P | GF | GS | DR |
| ------- | ---- | - | - | - | - | -- | -- | -- |
| Spagna  | 6    | 3 | 2 | 0 | 1 | 8  | 4  | +4 |
| Serbia  | 4    | 3 | 1 | 1 | 1 | 3  | 5  | -2 |
| Turchia | 4    | 3 | 1 | 1 | 1 | 4  | 3  | +1 |
| Belgio  | 2    | 3 | 0 | 2 | 1 | 3  | 6  | -3 |

| Arbitro: | Kučin |

|                      |           |  |
| Jojić 57’ Trujić 89’ | Marcatori |  |

| Arbitro: | Attwell |

|                                                              |           |              |
| Sarabia 15’ (rig.) Paco Alcácer 65’ Muñiz 90+1’ Morata 90+3’ | Marcatori | 46’ Cuvelier |

La partita era in programma il 20 luglio alle 19:00, ma è stata interrotta dopo 15 minuti, con la Spagna in vantaggio 1-0, a causa delle condizioni meteo avverse.
| Arbitro: | Hagen |

|          |           |              |
| Dere 77’ | Marcatori | 90’ Vervaeke |

| Arbitro: | Gil |

|  |           |                               |
|  | Marcatori | 13’ 22’ 75’ Morata 15’ Juanmi |

| Arbitro: | Bognar |

|                                                 |           |  |
| Ramalho 31’ (aut.) Çörekçi 51’ Gómez 56’ (aut.) | Marcatori |  |

| Arbitro: | Turpin |

|           |           |             |
| Mrkela 6’ | Marcatori | 73’ Vermijl |

## Fase a eliminazione diretta
|  | Semifinali | Semifinali | Semifinali      |                 |           | Finale    | Finale | Finale |  |
|  |            |            |                 |                 |           |           |        |        |  |
|  | A1         | Rep. Ceca  | 4               |                 |           |           |        |        |  |
|  | A1         | Rep. Ceca  | 4               |                 |           |           |        |        |  |
|  | B2         | Serbia     | 2               |                 |           |           |        |        |  |
|  | B2         | Serbia     | 2               |                 | Rep. Ceca | Rep. Ceca | 2      |        |  |
|  |            |            |                 |                 | Rep. Ceca | Rep. Ceca | 2      |        |  |
|  |            |            | Spagna (d.t.s.) | Spagna (d.t.s.) | 3         |           |        |        |  |
|  | B1         | Spagna     | Spagna (d.t.s.) | Spagna (d.t.s.) | 3         | 5         |        |        |  |
|  | B1         | Spagna     |                 |                 |           |           |        |        |  |
|  | A2         | Irlanda    | 0               |                 |           |           |        |        |  |

### Semifinali
| Arbitro: | Kučin |

|                                                      |           |                    |
| Přikryl 6’ Kalas 16’ Jeleček 19’ (rig.) Skalák 90+2’ | Marcatori | 23’ 28’ Despotović |

| Arbitro: | Turpin |

|                                                           |           |  |
| Deulofeu 27’ Sarabia 40’ Juanmi 46’ Morata 79’ 90’ (rig.) | Marcatori |  |

### Finale
| Arbitro: | Attwell |

| |            | |
| Krejčí 52’ Lácha 97’ | Marcatori  | 85’ Aurtenetxe 108’ 115’ Paco Alcácer |
| · Koubek 1 · 69’ Brabec 2 · Jánoš 4 · Kalas 5 · Kadeřábek 6 · 66’ 79’ Skalák 9 · Jeleček 12 · Krejčí 13 · 102’ Přikryl 14 · Hála 17 · 36’ Polom 18 · Sostituzioni: · 36’ Sladký 8 · 102’ 107’ Fantiš 10 · 79’ Lácha 11 | Formazioni | · 1 Badía · 3 Gómez · 4 Miquel · 5 Aurtenetxe · 6 Pardo · 7 Morata · 8 Álex 47’ 55’ · 10 Sarabia 78’ · 12 Blázquez · 15 Juanmi 54’ · 17 Deulofeu · Sostituzioni: · 11 Paco Alcácer 54’ · 16 Campaña 55’ 119’ · 18 Muñiz 78’ |
| Hřebík | Allenatori | Meléndez |

## Classifica marcatori
| Gol |  |  | Giocatore        | Squadra   |
| --- |  |  | ---------------- | --------- |
| 6   |  |  | Álvaro Morata    | Spagna    |
| 3   |  |  | Tomáš Přikryl    | Rep. Ceca |
| 3   |  |  | Paco Alcácer     | Spagna    |
| 2   |  |  | Anthony O'Connor | Irlanda   |
| 2   |  |  | Tomáš Jeleček    | Rep. Ceca |
| 2   |  |  | Patrik Lácha     | Rep. Ceca |
| 2   |  |  | Đorđe Despotović | Serbia    |
| 2   |  |  | Juanmi           | Spagna    |
| 2   |  |  | Pablo Sarabia    | Spagna    |
| 1   |  |  | Florent Cuvelier | Belgio    |
| 1   |  |  | Marnick Vermijl  | Belgio    |
| 1   |  |  | Jonas Vervaeke   | Belgio    |
| 1   |  |  | Kōstas Fortounīs | Grecia    |
| 1   |  |  | Giōrgos Katidīs  | Grecia    |
| 1   |  |  | John O'Sullivan  | Irlanda   |
| 1   |  |  | Jakub Brabec     | Rep. Ceca |
| 1   |  |  | Adam Jánoš       | Rep. Ceca |
| 1   |  |  | Tomáš Kalas      | Rep. Ceca |
| 1   |  |  | Ladislav Krejčí  | Rep. Ceca |
| 1   |  |  | Jiří Skalák      | Rep. Ceca |
| 1   |  |  | Nicolae Stanciu  | Romania   |
| 1   |  |  | Miloš Jojić      | Serbia    |
| 1   |  |  | Andrej Mrkela    | Serbia    |
| 1   |  |  | Nikola Trujić    | Serbia    |
| 1   |  |  | Jon Aurtenetxe   | Spagna    |
| 1   |  |  | Gerard Deulofeu  | Spagna    |
| 1   |  |  | Juan Muñiz       | Spagna    |
| 1   |  |  | Kamil Çörekçi    | Turchia   |
| 1   |  |  | Ali Dere         | Turchia   |